# L-687,384
-{
L-687,384}- je agonist sigma receptora. On je selektivan za σ1 tip. On je isto tako NMDA antagonist.